# Заамар
Заамар (монг. Заамар) — сомон аймака Туве, Монголия.
Центр сомона — посёлок Бат Ульзийт находится в 200 километрах от города Зуунмод и в 180 километрах от столицы страны — Улан-Батора.
Есть школа, больница, торгово-культурные центры.

## География
На территории сомона постираются хребты Заамар (1000—1500 метров). Водятся волки, лисы, олени, лоси, корсаки, зайцы.
Климат резко континентальный. Средняя температура января −24°С, июля +19°С. В год в среднем выпадает 200—320 мм осадков.
Имеются запасы золота, железной руды, стройматериалов.

## Экономика и культура
В 1980-х и 1990-х годах в сомоне располагались одни из ведущих сельских хозяйств страны. В 2011 году количество скота достигло 400 тысяч и по количеству скота на семью Заамар занял 9 место в аймаке.
В сомоне есть две школы, два детских сада, полиция, два медицинских учреждения, общежитие школы, рассчитанное на 150 учеников, художественная галерея, швейный цех, супермаркеты и пекарня. 